# Heterogenella cambrica
Heterogenella cambrica är en tvåvingeart som först beskrevs av Edwards 1938.  Heterogenella cambrica ingår i släktet Heterogenella, och familjen gallmyggor. Arten är reproducerande i Sverige.